# Шпионаж в Холодной войне

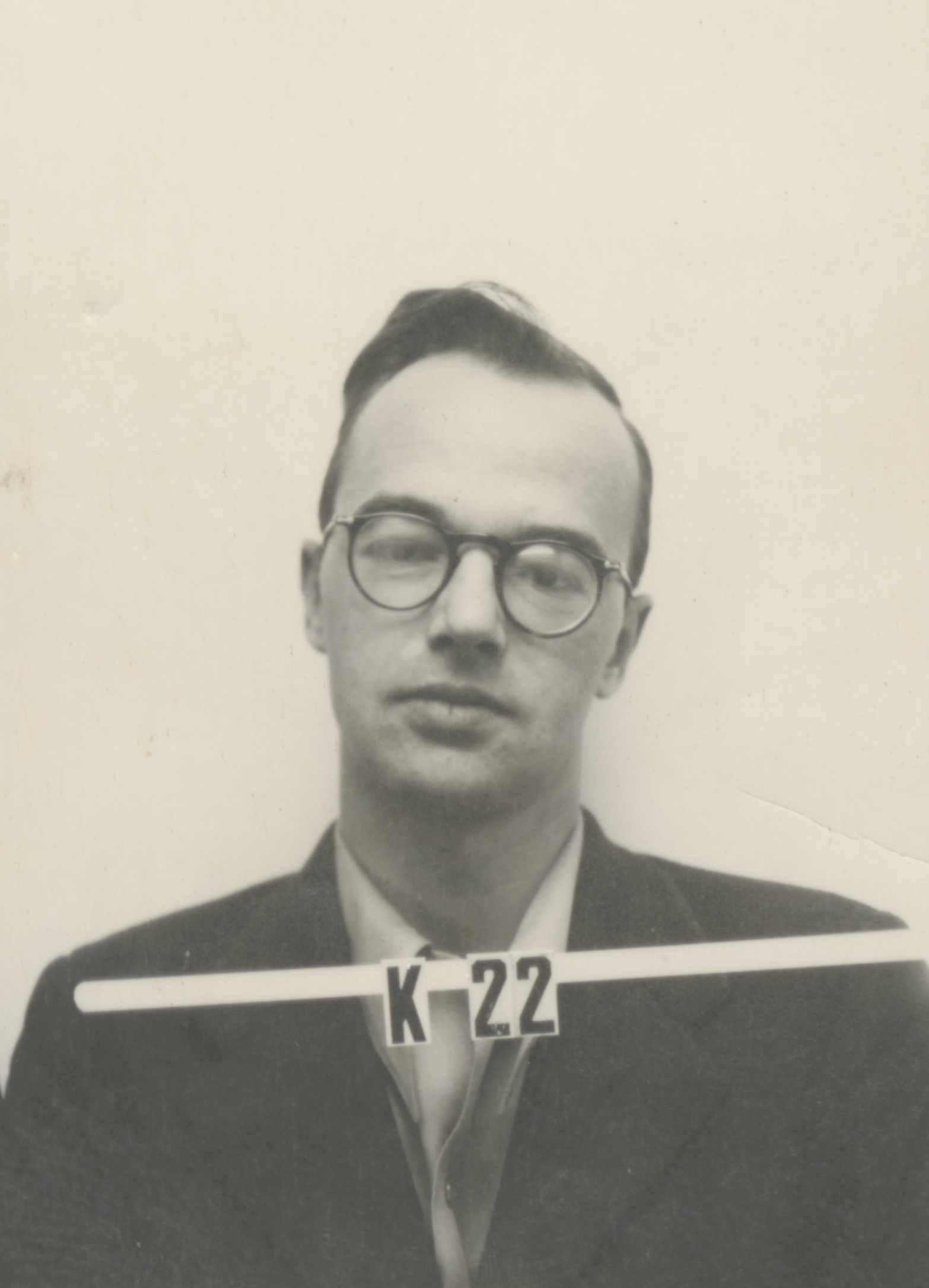
Клаус Фукс, разоблачённый в 1950 году, считается самым ценным из атомных шпионов во время Манхэттенского проекта.

Шпионаж в Холодной войне — деятельность по сбору разведывательных данных во время холодной войны (1947—1991 гг.) между западными союзниками (прежде всего США и странами Западной Европы) и Восточным блоком (прежде всего Советским Союзом и странами-союзниками по Варшавскому договору). В этом стремлении оба опирались на широкий спектр военных и гражданских ведомств.
В то время как несколько организаций, таких как ЦРУ и КГБ, стали синонимами шпионажа времен холодной войны, многие другие играли ключевую роль в сборе и защите информации, касающейся обнаружения шпионажа, и анализе широкого спектра разведывательных дисциплин.

## Предыстория
Советский шпионаж в США во время холодной войны стал следствием ядерного шпионажа времен Второй мировой войны, причем обе стороны использовали и развивали методы и практику, разработанные во время Второй мировой войны. Шпионаж времен холодной войны был беллетризован в таких произведениях, как книги и фильмы о Джеймсе Бонде и Мэтте Хелме.
Холодная война — это состояние политической и военной напряженности после Второй мировой войны между Соединёнными Штатами (и Западным блоком) и Советским Союзом (и Восточным блоком). После Второй мировой войны победа Советского Союза над Третьим рейхом принесла ему значительные территориальные богатства; Советский Союз объединил эти государства экономически и политически, создав сверхдержаву, бросающую вызов могуществу Соединённых Штатов. Ещё до того, как Соединённые Штаты применили атомные бомбы в Хиросиме и Нагасаки, Советский Союз разрабатывал технологию создания подобных устройств.
Хотя две державы так и не вступили в полномасштабную войну, обе страны постоянно готовились к тотальной ядерной войне. Шпионаж времён холодной войны был нацелен на получение преимуществ в информации о возможностях противника, особенно связанных с атомным оружием.
Во времена холодной войны информация была ключевым товаром. Было жизненно важно знать, что замышляет противник, а возможности использовать высокотехнологичное наблюдение, которое используется сегодня, не было. Вместо того чтобы доверять технологиям, государства полагались на шпионов: людей, которые проникали на территорию противника и пытались выведать информацию, оставаясь незамеченными.
Шпионская деятельность продолжалась до начала холодной войны в конце тридцатых — начале сороковых годов и вплоть до конца 1960-х и даже до наших дней. Из-за природы шпионажа информация, которую мы можем собрать об этой деятельности, ограничена, так же как ограничена и сфера обвинения людей, совершивших шпионаж (особенно в Соединённых Штатах). Эти шпионы расшифровывали зашифрованную информацию и использовали множество навыков, чтобы получить преимущество над вражескими странами.

## Основные шпионские сети

### Кембриджская пятёрка
Кембриджская пятёрка состояла из пяти человек, которые были завербованы в Кембриджском университете в 1930-х годах. О точном времени их вербовки ведутся споры, но принято считать, что они были завербованы в качестве агентов только после окончания университета. В группу входили Ким Филби (криптоним «Стэнли»), Дональд Маклин (криптоним «Гомер»), Гай Берджесс (криптоним «Хикс»), Энтони Блант (криптонимы «Тони», «Джонсон») и Джон Кэрнкросс (криптоним «Лист»). В причастности к Кембриджскому шпионскому кольцу обвиняли многих других, но эти пять человек были известны как «Кембриджская пятерка».

### Портлендское шпионское кольцо
Портлендское шпионское кольцо действовало в Англии как советская шпионская сеть с 1950-х годов до 1961 года, когда ядро сети было арестовано британскими службами безопасности. Эта шпионская группа была уникальна тем, что не использовала для прикрытия своих шпионов посольства. Среди ее членов были Гарри Хоутон, Этель Ги, Гордон Лонсдейл и наиболее известные Моррис и Лона Коэн (криптоним Питер и Хелен Крогер).

### Группа Уэра
Спящая шпионская группа в США во главе с Дж. Питерсом, впервые организованная под руководством Гарольда Уэра, унаследованная Уиттакером Чемберсом (по приказу Питерса), в которую также входили: Джон Абт, Марион Бахрах (сестра Абта), Ли Прессмен, Элджер Хисс, Дональд Хисс, Нейтан Уитт, Генри Коллинс, Джордж Сильвермен, Джон Херрманн, Натаниэль Вейл, Виктор Перло и Хоуп Хейл Дэвис. Когда Чемберс дезертировал в 1938 году, группа Уэйра затихла, а затем распалась. Также к группе Уэра причисляли экономиста Чарльза Крамера. В итоге документы попадали к Борису Быкову. Гарри Декстер Уайт (см. ниже) предоставлял материалы Чамберсу, но не в составе Ware Group.

### Шпионское кольцо «Сильвермастер»
Шпионское кольцо «Сильвермастер» возглавлял Гарри Декстер Уайт, помощник министра финансов и второй по влиянию сотрудник министерства финансов. В его обязанности входило содействие внедрению советских шпионов в правительство Соединённых Штатов. В Министерство финансов США успешно проникло множество советских шпионов, самые успешные из которых принадлежали к шпионской группе «Сильвермастер». Гарольд Глассер, Элизабет Бентли и Натан Сильвермастер были другими крупными членами шпионского кольца Сильвермастера. Подробнее см. FBI Silvermaster File.

### Атомные шпионы
Хотя «Атомные шпионы» не совсем были сетью шпионов, но коллективная информация, полученная этой группой советских шпионов, имела решающее значение для способности Советского Союза создать атомную бомбу. Многие из членов группы «Атомные шпионы» работали на Манхэттенский проект или в его окрестностях, а также занимались созданием атомной бомбы в Соединённых Штатах. В эту группу, занимавшихся ядерным шпионажем, входили:
- Клаус Фукс: британский физик-теоретик немецкого происхождения. Он работал с британской делегацией в рамках Манхэттенского проекта.
- Моррис Коэн: американец, который получил информацию о планах секретной лаборатории в Лос-Аламосе и передал ее разработчикам советской атомной бомбы.
- Гарри Голд: американец, который был курьером Клауса Фукса и Дэвида Грингласса.
- Дэвид Грингласс: американский техник, работавший в Лос-Аламосе во время Манхэттенского проекта. Он передал русским грубые схемы лабораторных экспериментов.
- Теодор Холл: американец, самый молодой физик в Лос-Аламосе, передал Советам подробное описание плутониевой бомбы «Толстяк» и нескольких процессов очистки плутония.
- Джордж Коваль: родившийся в Америке сын русской семьи. Он получил информацию из Ок-Риджской национальной лаборатории и Дейтонского проекта об урчине (детонаторе), использовавшемся для плутониевой бомбы «Толстяк».
- Ирвинг Лернер: американский кинорежиссёр, которого поймали за фотографированием циклотрона в Калифорнийском университете в 1944 году.
- Алан Нанн Мэй[англ.]: британский физик, работавший в британских ядерных исследованиях, а затем в Канаде в рамках Манхэттенского проекта. Его разоблачение в 1946 году привело к тому, что Соединённые Штаты ограничили обмен атомными секретами с британцами.
- Юлиус и Этель Розенберги: Американцы, участвовавшие в координации и вербовке шпионской сети. Братом Этель был Дэвид Грингласс.
- Сэвилл Сакс[англ.]: американец, выступавший в качестве курьера для Клауса Фукса и Теодора Холла.
- Мортон Собелл: американский инженер, признавшийся в шпионаже в пользу СССР и раскрывший, насколько разветвлённой была вербовочная сеть Розенбергов.

## Хронология
| Дата         | Тема                       | Событие |
| ------------ | -------------------------- | --- |
| 1939         |                            | Уиттакер Чемберс встречается с помощником госсекретаря Адольфом Берли; называет 18 действующих и бывших государственных служащих шпионами или сторонниками коммунистов, включая Элджера Хисса, Дональда Хисса, Лоуренса Даггана и Локлина Карри. В марте 1940 года Берле уведомил Федеральное бюро расследований (ФБР) об информации, полученной от Уиттекера Чемберса.                                                                                          |
| Август 1941  |                            | Советское ГРУ восстановило контакт с Клаусом Фуксом, немецким учёным-эмигрантом, который в 1943 году перешёл из британской программы ядерных исследований Tube Alloys в возглавляемый США Манхэттенский проект. |
| 1942         | Ядерный шпионаж            | Американский коммунист Джейкоб Голос ввёл Юлиуса и Этель Розенберг (и связанную с ними коммунистическую ячейку) в прямой контакт с оперативниками советской разведки в Нью-Йорке. Ячейка Розенберга передавала информацию о новейших разработках в области электро- и радиотехники по линии XY внешней разведки НКГБ. |
| 1944         | Ядерный шпионаж            | Юрий Модин стал контролёром КГБ по «кембриджской пятерке» атомных шпионов. |
| 1945         |                            | Начиная с ноября 1945 года Элизабет Бентли под кодовым именем «Грегори» начала называть имена почти 150 шпионов Союза; среди них по меньшей мере 35 были сотрудниками федерального правительства. |
| Декабрь 1946 |                            | Контрразведывательная программа «Венона» впервые смогла расшифровать код сообщений советской разведки, тем самым раскрыв советскую шпионскую деятельность в рамках Манхэттенского проекта. Проект действовал 37 лет и получил около 3000 сообщений, некоторые из которых привели к обнаружению Кембриджской пятёрки, а другие сообщения привели к обнаружению советских шпионов (включая Розенбергов), действующих на ядерном объекте США .                      |
| 1949         | Ядерный шпионаж            | Один из агентов Моссада, увидев, как агент ЦРУ Джеймс Джизес Энглтон обедает с «кротом» из «Кембриджской пятёрки» Кимом Филби, предположил, что первый превратил второго в тройного агента. |
| 1950         |                            | Клаус Фукс добровольно признается MI5 в том, что он шпионил в пользу СССР. Фукс опознает Гарри Голда, который опознает Дэвида Грингласса, что в свою очередь приводит к аресту и суду над Розенбергами. |
| Август 1952  | Перехват сообщений         | Операция «Вагабонд-Эйбл» запускает плавучий передатчик USCGC Courier — самую мощную радиовещательную станцию на корабле. Помимо трансляции программ VoA в страны за железным занавесом, Courier, пришвартовавшись на греческом острове Родос, получал информацию от американских шпионов в Советском Союзе и передавал её в США. На корабле работали сотрудники береговой охраны США, информационного агентства США, ЦРУ, а финансировал его Госдепартамент США. |
| Август 1955  | Перехват сообщений         | Совместная операция США и Великобритании (ЦРУ/САС) «Золото»: прокладка туннеля под границей в оккупированном Берлине для прослушивания коммуникаций Советской армии. Уже зная о плане через Джорджа Блейка, советские власти не хотят компрометировать своего агента. |
| Апрель 1956  | Перехват сообщений         | Советы обнаруживают туннель, используемый для прослушивания их коммуникаций, и, чтобы защитить своего «крота» Джорджа Блейка, организуют команду, которая случайно обнаруживает туннель. Однако за то короткое время, что он работал, прослушка собрала около 40 000 часов советских телефонных разговоров. |
| Июнь 1959    | Корона (спутник)           | Под названием Discoverer стартуют миссии спутников Corona, несущих камеры наблюдения. |
| Октябрь 1959 | Активные меры              | Находящийся в Мюнхене украинский националист Степан Бандера был убит Богданом Сташинским, сотрудником КГБ. |
| 1960         | Инцидент с U-2 в 1960 году | Самолёт-шпион Lockheed U-2 пилота Фрэнсиса Гэри Пауэрса был сбит советской ракетой класса «земля-воздух». США вынуждены публично признать, что они вели наблюдение над СССР. |
| Август 1960  |                            | Discoverer 14 — первая миссия Corona, успешно сделавшая разведывательные снимки с орбиты и вернувшая их на Землю. |
| 1961         |                            | Возведена Берлинская стена, чётко обозначившая стремление СССР остановить поток товаров и информации на свою территорию. В это время было подтверждено значение Восточного Берлина как разведывательной базы США, расположенной на советской территории. |
| 1962         |                            | Олег Пеньковский предоставляет МI6 и ЦРУ информацию о советском ракетном потенциале и его размещении на Кубе. Советы знают о его деятельности через своего агента в АНБ. |
| Октябрь 1962 | Кубинский ракетный кризис  | Под псевдонимом Александр Фомин начальник отделения КГБ в Вашингтоне — Александр Феклисов, предложил дипломатическое решение кризиса. |
| 1964         | Операция «Нептун»          | Была использована уловка, свидетельствующая о том, что западногерманские шпионы, оставшиеся со времён Второй мировой войны, разоблачены. |
| 1974         |                            | Олег Гордиевский, агент КГБ, становится двойным агентом МИ-6. В 1982 году Гордиевский получает должность резидента КГБ в Лондоне, отвечающего за сбор разведданных в Великобритании. |
| Март 1985    | Миссии военной связи       | Выполняя задание по фотографированию советского танкового склада, офицер американской разведки майор Артур Д. Николсон был убит советским солдатом. |

## Известные шпионы, работавшие на Западный блок во время холодной войны
- Александр Дмитриевич Огородник — советский дипломат, который фотографировал конфиденциальные дипломатические телеграммы и отправлял их в США.
- Аркадий Николаевич Шевченко — советский дипломат и самый высокопоставленный советский человек, перешедший на сторону Запада. Будучи заместителем генерального секретаря ООН, он передавал советские секреты американским чиновникам.
- Борис Михайлович Моррос — изначально советский агент, стал информатором ФБР, который сообщил о шпионской группе Джека Собля[англ.].
- Борис Николаевич Южин — двойной агент, который во время работы в КГБ раскрыл советские программы вербовки.
- Герри Дроллер[англ.] — немецкий сотрудник ЦРУ, вербовавший кубинских изгнанников для участия во вторжении в Залив Свиней.
- Хайнц Барвих — немецкий физик-ядерщик, работавший над проектом советской атомной бомбы. Он перебежал на Запад в 1964 году и дал показания в Сенате США.
- Джон Бёрч — американский баптистский миссионер, погибший при сборе разведданных во время гражданской войны в Китае.
- Майлз Коупленд-младший — агент ЦРУ, причастный к свержению сирийского правительства в 1949 году и иранского правительства в 1953 году.
- Милтон Бирден[англ.] — начальник отделения ЦРУ США в Пакистане во время гражданской войны в Афганистане.
- Николай Фёдорович Артамонов — советский военно-морской офицер, перебежавший на Запад.
- Отто фон Большвинг[англ.] — бывший нацистский шпион, завербованный США перед окончанием войны. Сыграл роль в гражданской войне в Греции.
- Филипп Эйджи — американский агент ЦРУ, которому стали неприятны действия ЦРУ за рубежом. Его обвинили в попытке продать государственные секреты советским и кубинским чиновникам, и он отрицал это обвинение вплоть до своей смерти.
- Роберт Бэр — бывший агент ЦРУ, ныне писатель, вдохновитель персонажа Джорджа Клуни в фильме «Сириана».
- Рут Фишер — соучредитель Австрийской коммунистической партии. Разочаровалась в сталинизме. См. также «The Pond[англ.]».
- Йосеф Амит[англ.] — бывший сотрудник израильской разведки. Завербован ЦРУ и раскрыл позиции израильских войск и цели израильской внешней политики.
- Юрий Иванович Носенко — перебежчик из КГБ, испытавший на себе жёсткие методы допроса в руках ЦРУ.
- Адольф Георгиевич Толкачёв — советский инженер-электронщик, предоставивший ЦРУ ключевые документы.
- Михаил Голеневский — польский тройной агент, который, возможно, помог выявить больше советских шпионов, чем любой другой перебежчик. Он также утверждал, что в послевоенной Западной Германии действовала контролируемая Советским Союзом организация бывших нацистов, которую он прозвал «Хаке».
- Олег Данилович Калугин — генерал КГБ, народный депутат СССР.
- Владимир Ипполитович Ветров — офицер КГБ, завербованный DST[фр.].

## Известные шпионы, работавшие на Восточный блок во время холодной войны
- Олдрич Эймс — сотрудник Центрального разведывательного управления (ЦРУ) на протяжении более тридцати одного года, который был «кротом» КГБ.
- Элизабет Бентли — член Компартии США, агент ИНО НКВД (1938—1945), двойной агент.
- Луис Ф. Буденц[англ.] — рабочий активист в США. Стал членом Коммунистической партии, а затем возглавил группу шпионов «Бубен».
- Этель Ги[англ.] — второстепенный член Портлендского шпионского кольца.
- Дитер Герхардт — осужденный советский шпион в Южной Африке вместе со своей многолетней женой, выполнявшей роль курьера.
- Дэвид Грингласс — специалист по атомному шпионажу, работавший как в Манхэттенском проекте, так и на урановом предприятии в Ок-Ридже, штат Теннесси, и в Лос-Аламосе, штат Нью-Мексико. Арестован в июне 1950 года.
- Гунвор Галтунг Хаавик[англ.] — сотрудник Министерства иностранных дел Норвегии. Арестован в январе 1977 года. Предан другим советским шпионом.
- Роберт Ханссен — агент ФБР, шпионивший в пользу Советского Союза.
- Роберт Ли Джонсон — американский сержант, который поступил на службу в КГБ, когда служил в Восточном Берлине. Его выдала жена и приговорила к 25 годам тюремного заключения. Джонсон был убит собственным сыном в 1972 году[13].
- Александр Корал[англ.] — хорошо известный член Коммунистической партии Соединенных Штатов Америки (CPUSA). Отвечал за многих советских шпионов, проживавших в Соединенных Штатах во время Второй мировой войны и эпохи холодной войны.
- Эндрю Долтон Ли[англ.] — Сотрудничал со своим другом детства Кристофером Джоном Бойсом (сотрудником американской оборонной промышленности). Ли купил секреты спутниковой связи Соединенных Штатов и продал их Советскому Союзу. Он был арестован в декабре 1976 года по подозрению в убийстве сотрудника полиции Мехико.
- Олег Лялин — советский агент, дезертировавший из КГБ. Дезертирство Лялина было вызвано его арестом в Лондоне. Ему выдали новое удостоверение личности и поместили в защищенный корпус до его смерти в 1995 году[14].
- Хеде Массинг[англ.] — австрийская актриса, ставшая сотрудником советской разведки как в Соединенных Штатах, так и в Европе. Член «группы рыжих»[15].
- Александр Никольский — румынский коммунистический активист и советский агент при коммунистическом режиме. Оставался активным до 1960-х годов. Поддерживал политику насилия. Генеральный инспектор тайной полиции.
- Селмер Нильсен[англ.] — шпион ГРУ во время холодной войны. Проработал в Буде около семи лет. Арестован после семнадцати лет шпионажа в 1967 году. Был помилован в 1971 году[16].
- Алан Нанн Мэй[англ.] — осуждённый советский шпион и бывший британский физик. Передал секреты атомных исследований Советскому Союзу во время Второй мировой войны и начала холодной войны. Признался по обвинению в шпионаже в 1946 году. Не считал, что его действия следует квалифицировать как государственную измену[17].
- Эрл Эдвин Питтс — специальный агент Федерального бюро расследований, ставший советским шпионом. Арестован в ходе спецоперации ФБР. Признал себя виновным по обвинению в шпионаже в 1997 году[18].
- Джеффри Прайм[англ.][19] — шпион, работавший в Королевских ВВС, а также в Центре правительственной связи. Работая в этих организациях, Прайм раскрывал информацию Советскому Союзу.
- Норман Дж. Рис[англ.] — инженер-нефтяник, советский агент, затем двойной агент ФБР; покончил с собой после разоблачения в газете[20].
- Джон Александр Саймондс[англ.] — сотрудник английской столичной полиции, который был агентом КГБ. В 1970-х годах Саймондсу было поручено стать «шпионом-ромео», работать плейбоем и соблазнять женщин, работающих в западных посольствах, одновременно пытаясь узнать секреты другой страны. В 1980-х годах он заявил, что является агентом КГБ. Удивительно, но Саймондс так и не был привлечен к уголовной ответственности[21].
- Джулиан Уодли[англ.] — работал в Государственном департаменте Соединенных Штатов Америки в 1930—1940-х годах. Был ключевым свидетелем на процессах над Алджером Хиссом. Главной целью Уодли в качестве шпиона было остановить рост фашизма. Он твердо верил, что информация, которую он получил от Государственного департамента, не может быть использована против Соединенных Штатов, но что она может быть использована против Германии и Японии[22].
- Джон Энтони Уокер — старший уорент-офицер ВМС США и специалист по связи. Осуждён за шпионаж в пользу Советского Союза с 1968 по 1985 год. Должен был дать показания против бывшего старшего чиф-петти-офицера Джерри Уитворта[англ.]. Должностные обязанности Уокера позволяли ему информировать Советский Союз о том, где будут находиться подводные лодки Соединённых Штатов[23].
- Теодор Холл — американский физик и советский шпион, который передавал атомные секреты советской разведке во время Манхэттенского проекта и информацию о водородной бомбе после 1946 года[24].
- Йоханнес Клеменс[нем.] — бывший гестаповец, служивший Советам в качестве двойного агента, сообщавшего о западногерманской разведке[25].
- Ханс Зоммер[нем.] — бывший сотрудник СД, который первоначально выявил советских шпионов для западногерманской разведки, затем перешел на сторону Советов до 1953 года, когда его уволили, после чего он работал на восточногерманскую Штази[25].
- Хайнц Фельфе — бывший нацистский офицер, ставший «самым важным московским „кротом“ в западногерманской разведывательной службе» и разоблачивший более 100 агентов ЦРУ в Советском Союзе. Фельфе был советским двойным агентом в Западной Германии примерно с 1951 года до своего ареста в 1961 году[25].
- Ким Филби — советский двойной агент британской разведки, завербованный в Австрии в 1934 году. Он передавал секреты Советам как член Кембриджской пятерки до 1963 года. Он происходил из высшего класса и, казалось, был особенно предан своей вере в коммунизм в течение почти 30 лет работы шпионом[26].
- Маркус Вольф — руководитель шпионажа восточногерманской Штази, которого западные спецслужбы многие годы считали неуловимым «человеком без лица».[26].
- Джеффри Карни[нем.] — восточногерманский шпион[27].

## Устройства наблюдения времен Холодной войны
1. Невидимый взгляд — шпионская камера F21 «Аммер». В настоящее время выставлена в Берлине, Германия. Используется тайной полицией Штази.
2. Перчаточный пистолет Sedgley OSS .38 — однозарядный пистолет 0,38. Разработан Стэнли М. Хайтом. Пуля должна быть выпущена в упор, чтобы быть эффективной.
3. Другой ботинок Максвелла Смарта — миниатюрная камера, спрятанная в каблуке ботинка шпиона. Этим устройством в то время пользовалось большинство шпионов, в том числе и в ЦРУ.
4. Болгарский зонтик — У этого зонтика было очень маленькое крепление, которое позволяло ему вонзать небольшой ядовитый дротик (обычно содержащий рицин) в цель шпиона.
5. Ты меня сейчас слышишь? — подслушивающее устройство
6. Пистолет для губной помады — пистолет калибра 4,5 мм, который помещался внутри тюбика губной помады. Многие музеи и историки называют это «Поцелуем смерти». Достаточно простого поворота, чтобы выстрелила пуля.
7. Photo Overdrive — инструмент, который был намного больше, чем многие другие шпионские устройства. Технические специалисты создали автомобильную дверь, которая ночью снимала скрытыми инфракрасными камерами.
8. Ручка КГБ с исчезающими чернилами — невидимые чернила очень часто использовались шпионами во время холодной войны. При использовании шпиону потребуется распарить чернила, высушить бумагу и повторно распарить ее, чтобы избавиться от любых вмятин.
9. Дрель «Belly Buster» — устройство ЦРУ, разработанное в 1960-х годах. Используется для сверления отверстий в помещениях для установки подслушивающих устройств
10. Устройство для удаления писем
11. Инсектотоптер Dragonfly — классифицируется как БПЛА (беспилотный летательный аппарат). Содержал скрытую камеру и был выполнен в виде стрекозы.
12. Камера с микротоками — это устройство использовалось для съемки страниц секретных документов с использованием пленки размером с период.
13. Шпионский бумажник — камера, спрятанная внутри бумажника
14. Карманная камера F-21 — выпущена КГБ. Спрятана в петлице с проводом, идущим к устройству, которое позволяет шпиону делать снимки.
15. Громче, пожалуйста, мои часы вас не слышат
16. Американо-британский шпионский туннель[28].

## Американские системы спутникового наблюдения

### Система вооружения 117L
Система вооружения 117L была первой программой, разработанной для разработки разведывательных спутниковых систем космического базирования. В рамках этой программы будет разработано несколько спутниковых систем, включая Corona, Систему наблюдения за спутниками и ракетами (SAMOS) и Систему сигнализации обнаружения ракет (MIDAS).

### САМОС
SAMOS или система спутникового и ракетного наблюдения была одной из первых в серии недолговечных спутниковых систем, разработанных Соединенными Штатами и эксплуатировавшихся с октября 1960 по ноябрь 1962 года. Спутниковая система SAMOS была одной из первых систем, разработанных в рамках программы WS-117L. Система состояла из трех основных компонентов: визуальной разведки, связи и сбора радиоэлектронной информации. Из одиннадцати попыток запуска 8 были успешными. Программа, вероятно, была отменена из-за плохого качества изображения. Спутник мог делать фотографии с разрешением 100 футов. Это также было сильно омрачено системой Corona, управляемой ЦРУ.

### МИДАС
MIDAS или сигнальная система противоракетной обороны была спутниковой системой, эксплуатировавшейся Соединенными Штатами в период с 1960 по 1966 год. Эта система была спроектирована так, чтобы состоять из двенадцати спутников, хотя только девять спутников были успешно запущены. Система была разработана для обеспечения раннего предупреждения о пусках советских ракет. В конечном итоге система была отменена из-за высокой цены и медленного времени оповещения. Однако эта система будет напрямую отвечать за технологии, используемые в ее преемниках.

### Corona
Corona была одной из первых в серии разведывательных спутниковых систем, разработанных в рамках программы WS-117L. Программу Corona возглавляло Центральное разведывательное управление совместно с Военно-воздушными силами. Спутники Corona использовались для фотографирования советских и других объектов. Первая успешная миссия Corona началась 10 августа 1963 года. Создание спутниковой системы Corona было ускорено во многом из-за инцидента с U-2 в 1960 году. Во всех миссиях Corona, за исключением программы KH-11 Кеннана, будет использоваться фотопленка, которая должна была пережить повторный вход в атмосферу и быть восстановлена.

### Замочная скважина
Keyhole было обозначением первых запусков Corona, которые включали KH-1, KH-2, KH-3, KH-4A и KH-4B. Название было использовано потому, что это аналогично слежке через замочную скважину в двери. С помощью этой программы было запущено 144 спутника, и 102 вернули пригодные для использования фотографии.

### Argon (KH-5)
Аргон — так обозначались спутники наблюдения производства Lockheed, использовавшиеся Соединёнными Штатами с февраля 1961 по август 1964 года. Компания Argon использовала фотоплёнку аналогично оригинальным спутникам Corona. Из двенадцати известных запусков семь не увенчались успехом по разным причинам.

### Талреп (KH-6)
Талреп был обозначением первой, хотя и неудачной, попытки создать оптическую спутниковую систему высокого разрешения. Этой программой должно было руководить недавно созданное Национальное разведывательное управление, и она действовала с марта по июль 1963 года. Поскольку он смог достичь разрешения, аналогичного разрешению спутников KH-4, он был прекращен всего после 3 запусков.

### Gambit (KH-7)
Gambit был следующим из серии спутников, эксплуатировавшихся Национальным разведывательным управлением Соединенных Штатов с июля 1963 по июнь 1967 года. Это была одна из первых успешных миссий Corona, поскольку были получены одни из первых фотографий с высоким разрешением. На этих фотографиях, как правило, были изображены советские и китайские ракетные установки. Спутники Gambit будут использовать систему из трех камер, и миссии обычно будут длиться до восьми дней.

### Gambit III (KH-8)
Спутниковая система Gambit III была одной из самых продолжительных программ спутниковой разведки, эксплуатировавшихся Соединенными Штатами во время холодной войны. Эта спутниковая система работала с июля 1966 по апрель 1984 года. Из пятидесяти четырех попыток запуска только три завершились неудачей, и все они были связаны с отказом ракеты. Среднее время полета спутниковых систем Gambit III составляло тридцать один день. Спутники Gambit III отличались от спутников Gambit I тем, что Gambit III имел систему из четырех камер, которые несли более двенадцати тысяч футов пленки и были способны воспроизводить разрешение всего в четыре дюйма.

### Шестиугольник (KH-9)
Спутниковая система Hexagon, широко известная как Big Bird, эта спутниковая система эксплуатировалась с 1971 по 1986 год. Система Hexagon была официально известна как спутники фоторазведки с широким охватом. Эти спутники фотографировали большие площади Земли одновременно с умеренным разрешением. Эти спутники также использовались для картографических миссий, которые использовались при составлении карт. Три миссии Hexagon также включали возможности электронной разведки или сбора данных ELINT. Они использовались для подслушивания советских сообщений и запусков советских ракет. Было предпринято двадцать попыток запуска, только один оказался неудачным. Эти спутники работали все дольше, и самая продолжительная миссия продолжалась 275 дней.

### Кеннан (KH-11)
KH-11 Kennan, известный под кодовым названием Crystal, был впервые запущен в 1976 году, и полеты продолжаются до сих пор. Согласно просочившимся документам, эта программа в настоящее время работает под кодовым названием Evolved Enhanced Crystal. Спутниковая система Kennan была первой спутниковой системой, использующей электрооптическую визуализацию, которая предоставляет возможности получения изображений в режиме реального времени. Разрешение этих спутников оценивается всего в 2 дюйма. Эти спутники уникальны тем, что они были размещены на солнечно-синхронных орбитах, что позволяет им использовать тени для различения наземных объектов. Эти спутники получили известность в 1978 году, когда сотрудник ЦРУ попытался передать Советам информацию о конструкции спутника. Его судили и признали виновным в шпионаже.

### Улучшенный кристалл (KH-12)
Более поздние спутники KH-11 получили название KH-12 improved Crystal или Ikon satellites. У этих спутников также увеличилось время загрузки, что позволило ускорить обработку фотографий. Также есть подозрение, что эти спутники могут иметь технологию скрытности, позволяющую избежать обнаружения другими спутниками.

### Vela
Спутниковая система Vela была разработана Соединенными Штатами для обеспечения соблюдения Советским Союзом Договора о частичном запрещении ядерных испытаний, который был ратифицирован в 1963 году. Спутники были разработаны для мониторинга ядерных взрывов в космосе и атмосфере путем измерения нейтронов и гамма-лучей. Всего в ходе холодной войны было запущено двенадцать спутников Vela. Спутники Vela получили широкую известность благодаря инциденту в Веле, который произошел 22 сентября 1979 года. В то время предполагалось, что это было ядерное испытание, проведенное Южной Африкой и Израилем, но новые данные не подтверждают эту теорию. Они также использовались при изучении гамма-всплесков.

## Американские самолёты наблюдения

### U-2
Самолет U-2, известный как «Dragon Lady», был разработан компанией Lockheed Skunk Works и впервые поднялся в воздух 1 августа 1955 года. Первоначально самолетом управляло ЦРУ, но позже управление было передано Военно-воздушным силам. Самолет был спроектирован для полетов на высоте 70 000 футов. U-2 был оснащен камерой с разрешением 2,5 фута на высоте 60 000 футов. Первые полеты U-2 над Советским Союзом начались в мае 1956 года. Самолет получил широкую известность после того, как самолет U-2, которым управлял Фрэнсис Гэри Пауэрс, был сбит ракетой SA-2 и совершил аварийную посадку в СССР.

### SR-71
SR-71 Blackbird — самолет-разведчик дальнего действия, разработанный Lockheed Skunk Works и спроектированный Келли Джонсоном. Самолет известен тем, что устанавливает рекорды скорости и высоты. SR-71 был оснащен системами оптической и инфракрасной визуализации, системами сбора радиоэлектронной информации, бортовым радаром бокового обзора и самописцами для тех систем, которые перечислены. Для управления самолетом требовались два человека, один — для управления самолетом, и офицер разведывательных систем (RSO) для управления системами.

## Советские системы спутникового наблюдения

### Зенит
Спутниковая программа Zenith — спутниковая программа, разработанная Советским Союзом и использовавшаяся с 1961 по 1994 год. За время своего существования было запущено более 500 спутников Zenith, что сделало ее самой используемой спутниковой системой за всю историю. Советы скрыли природу системы, присвоив спутникам обозначение Kosmos. Спутники Zenith имели преимущество перед спутниками, разработанными Соединенными Штатами, в том, что их можно было использовать повторно. Всего будет разработано восемь вариантов для различных типов миссий, от фотосъемки с высоким разрешением до ELINT и картографических и топографических миссий.

### Янтарь
Спутники «Янтарь», предназначенные для замены спутниковой системы «Зенит», относятся к числу новейших российских спутников. Спутники «Янтарь» были запущены совсем недавно, в 2015 году. Были разработаны два варианта спутника для фотосъемки с высоким разрешением и для получения изображений широкого спектра среднего разрешения.

## Историография
После 1990-х годов новые мемуары и архивные материалы открыли путь к изучению шпионажа и разведки во время холодной войны. Учёные анализируют, как его происхождение, ход и исход были сформированы разведывательной деятельностью Соединённых Штатов, Советского Союза и других ключевых стран. Особое внимание уделяется тому, как сложные образы своих противников формировались с помощью секретных разведданных, которые теперь стали достоянием общественности.
Советский Союз оказался особенно успешным в размещении шпионов в Великобритании и Западной Германии. Он в значительной степени не смог повторить свои успехи 1930-х годов в Соединённых Штатах. У НАТО, с другой стороны, также было несколько важных успехов, из которых Олег Гордиевский был, пожалуй, самым влиятельным. Он был высокопоставленным офицером КГБ, который был двойным агентом британской МИ-6, обеспечивая поток высококачественных разведданных, оказавших важное влияние на мышление Маргарет Тэтчер и Рональда Рейгана в 1980-х годах. Он был замечен Олдричем Эймсом, советским агентом, работавшим на ЦРУ, но в 1985 году он был успешно эксфильтрирован из Москвы. Биограф Бен Макинтайр утверждает, что он был самым ценным человеческим активом Запада, особенно благодаря своему глубокому психологическому проникновению во внутренние круги Кремля. Он убедил Вашингтон и Лондон в том, что свирепость и воинственность Кремля были результатом страха и военной слабости, а не стремления к завоеванию мира. Тэтчер и Рейган пришли к выводу, что они могли бы умерить свою собственную антисоветскую риторику, как это успешно произошло, когда Михаил Горбачёв пришел к власти, положив конец холодной войне.